# Афакија
Афакија је стање ока коме недостаје сочиво, а које настаје након његовог хируршког одстрањивања. Сочиво се најчешће уклања због замућености (катаракте), луксације или урођених недостатака које се могу појавити.
Иначе, очно сочиво има функцију преламања светлости. При томе се оно прилагођава, мењајући своју дебљину (односно преломну моћ). То прилагођавање се назива акомодација.

## Клиничка слика
Клинички знаци афакије су дубока предња комора ока, подрхтавање дужице (лат. iridodonesis) јер је иста изгубила ослонац који јој пружа сочиво, сасвим црна боја у пределу зенице, недостатак Пуркиње-Сансонових ликова због недостатка рефлектовања светлости са предње и задње капсуле сочива и др. Око је хиперметропно (далековидо) за око 10 диоптрија и недостаје му својство акомодације.

## Дијагноза
Дијагноза, односно проверава постојања сочива, се врши помоћу Пуркиње-Сансонових ликова и прегледа ока биомикроскопом.

## Лечење
Корекцијом хиперметропије оштрина вида афактног ока може да буде нормална. Обострана афакија се коригује наочарима, а једнострана контактним сочивом. Постоје оперативне методе при којима се после уклањања катаракте на место природног сочива ставља вештачко сочиво, које је направљено од синтетизованих материјала која хемијски не иритирају очна ткива.
Стање са вештачким сочивом назива се псеудофакија. Недостатак вештачког сочива је тај да се не може прилагођавати на различите упадне углове светлосних зрака, што значи да се не може акомодирати.

## Занимљивости
Појединци са афакијом су посведочили да су у стању да виде светлост из ултраљубичастог дела спектра, која се нормално одстрањује у очном сочиву. .Ово је можда имало утицаја и на опажање боја француског сликара Клода Монеа, који је имао операцију катаракте 1923. године.